# Jōmon sugi
Le Jōmon sugi (縄文杉) est un grand Cryptomeria japonica situé à Yakushima (variété yakusugi), un site du patrimoine mondial de l'humanité au Japon.

## Présentation
C'est le plus ancien et le plus grand des 2 000 cryptomerias de l'île, et son âge est estimé entre 2 170 et 7 200 ans. D'autres évaluations de l'âge de l'arbre incluent « au moins 5 000 ans », « plus de 6 000 ans », et « jusqu'à 7 000 années ». Le nom de l'arbre fait référence à la période Jōmon de la préhistoire japonaise.
Jōmon sugi est situé à l'altitude de 1 300 mètres sur la face nord de Miyanoura-dake (宮之浦岳), le plus haut sommet de Yakushima.